# John Burnheim
John Burnheim (Sídney, Australia, 1927) fue un profesor de filosofía general en la Universidad de Sídney, Australia. Se destacan sus estudios sobre la democracia y la demarquía.

## Carrera temprana
Burnheim era antes un sacerdote católico y de 1958 a 1968 fue rector del  St John's College, el colegio católico adjunto de la Universidad de Sídney. Se convirtió en una figura importante en los disturbios de la década de 1970 que dividieron el Departamento de Filosofía de la Universidad. [cita requerida]

## Teoría social
En su libro ¿Es posible la democracia? La alternativa a la política electoral (Is Democracy Possible? The alternative to electoral politics, 1985) Burnheim utilizó el término "demarquía" (o en inglés "demarchy", creado por Friedrich Hayek en su Ley, Legislación y Libertad (Law, Legislation and Liberty) para describir un sistema político sin el  Estado o las burocracias, y en cambio se basan en grupos de personas que toman decisiones al azar. Esto tiene sorprendentes semejanzas con las ideas democráticas clásicas, según lo informado por Tucídides. En 2006, Burnheim publicó una segunda edición con un nuevo prefacio en el que dirigía al lector a enfatizar que "una política organizada por negociación entre autoridades especializadas funcionaría mucho mejor que una basada en la autoridad centralizada".
Burnheim concibe que la demarquía tiene dos características que lo distinguen de otras propuestas de selección por sorteo en la política.
En primer lugar, insistir en que las distintas áreas de política se establezcan bajo autoridades mutuamente independientes que resuelvan los problemas de coordinación entre ellas mediante negociación o arbitraje en lugar de dictados desde arriba. El objetivo de esto es remediar el defecto de las democracias existentes en las que los problemas se resuelven según las estrategias de poder de los políticos en lugar de los méritos del caso.
En segundo lugar, que el comité a cargo de cada organismo de política debe ser estadísticamente representativo de aquellos que se ven más afectados por sus decisiones. La esperanza es que esto conduzca a mejores decisiones, no solo a las ilusiones del giro populista.
En 2016 John Burnheim publicó El Manifiesto de la Demarquía: para una mejor política pública (The Demarchy Manifesto: for better public policy). Donde La democracia posible es teórica. El manifiesto sugiere un enfoque práctico a los problemas actuales, destinado a divorciar el proceso de "iluminar, articular y dando efecto a la opinión pública "sobre temas seleccionados de política del sistema de partidos electorales. Previó establecer una fundación pública, financiada con contribuciones privadas, para llevar a cabo el proceso, confiando en la total transparencia y amplitud participativa de los procedimientos para justificar su pretensión de articular una opinión que merecía ser vista como una opinión pública seria sobre una gama de asuntos importantes. La clave para completar la apertura es un sitio web al que cualquier persona que decida hacerlo puede contribuir, dedicado a decidir la mejor manera de tratar un problema específico. Se esperaría que los contribuyentes apelaran a consideraciones que la mayoría de la gente aceptaría como directamente relevantes para el problema particular. Los editores intentarían ver que todas las consideraciones que pudieran tener las personas comunes o los expertos se debatieran a fondo, estableciendo las consideraciones que una buena solución debería tener en cuenta. Esa discusión debe conducir a la claridad sobre qué hechos y valores son relevantes, pero aun así deja un gran desacuerdo sobre el peso relativo que se les da al articular una decisión aceptable. Un segundo cuerpo pequeño sería acusado de intentar llegar a un compromiso práctico entre consideraciones conflictivas. La sugerencia es que este debería ser un comité pequeño, representado estadísticamente por los intereses más favorecidos o desfavorecidos por lo que se decidirá. Este organismo también funcionaría completamente por correspondencia en línea, abierto para comentar en cada etapa.
El libro trata de vincular esta propuesta con un enfoque realista de los problemas más generales de los bienes públicos, la incertidumbre práctica, los procesos sociales y los problemas globales.